# IEM Rio Major 2022
O Intel Extreme Masters Season XVII – Rio Major 2022, também conhecido como IEM Rio Major 2022 ou Rio 2022, foi o 18º Campeonato Major de Counter-Strike: Global Offensive. O evento ocorreu no Rio de Janeiro, Brasil, entre os dias 31 de outubro e 13 de novembro de 2022. Este foi o sétimo Major organizado pela ESL, sendo o segundo a adotar o nome Intel Extreme Masters devido a questões de patrocínio. Além disso, foi o primeiro campeonato Major de CS:GO realizado na América do Sul, destacando-se por ser um dos poucos Majors a contar com presença de público já nas fases iniciais.
A equipe local, FURIA, iniciando na Fase dos Desafiadores, realizou uma campanha surpreendente no torneio, tornando-se a primeira equipe brasileira a alcançar a semifinal de um Major desde Londres 2018. O Major do Rio gerou um impacto econômico significativo para a cidade, movimentando quase 200 milhões de reais em hospedagem, entretenimento e lazer.
A ESL realizou diversas ações de marketing para promover o torneio. Entre elas, destacou-se a produção e publicação do documentário "Desistir Jamais - The Road to Rio", que narrou a história do CS:GO competitivo no Brasil sob a perspectiva de jogadores históricos para o cenário. Outra iniciativa foi a personalização de alguns vagões do metrô do Rio de Janeiro com imagens de jogadores do torneio, incluindo o brasileiro Fernando "fer" Alvarenga, da Imperial.
A equipe Outsiders sagrou-se campeã do campeonato ao derrotar a Heroic na final com um placar de 2–0.

## Informações
O Major estava originalmente programado para acontecer de 11 a 24 de maio de 2020. No entanto, devido à pandemia de COVID-19, a Valve e a ESL adiaram o Major para novembro. Como a Valve geralmente patrocina dois Majors por ano, o Major atrasado deveria ter um prêmio total de US$ 2.000.000, tornando-se o maior prêmio da história do CS:GO. Em setembro de 2020, a Valve e a ESL anunciaram que o Major foi cancelado devido a complicações contínuas do surto de COVID-19 no Brasil. Em janeiro de 2021, a Valve anunciou que o PGL Major Stockholm 2021 seria o próximo Major.
Em 15 de setembro de 2021, a ESL publicou o 2022 ESL Pro Tour Road Map, anunciando sua intenção de sediar um major no Rio. Em 25 de janeiro de 2022, o site Dexerto informou que a ESL estava planejando sediar o segundo major de 2022 no Rio de Janeiro. A ESL anunciou o Intel Extreme Masters Rio Major 2022, em 24 de maio de 2022.
O defensor do título era a FaZe Clan, que venceu seu primeiro campeonato no PGL Major Antwerp 2022. Eles foram eliminados na Fase das Lendas depois de perderem para a Bad News Eagles.

## Formato
O ciclo do Major começou com três RMRs (Regional Major Rankings), ou eliminatórias regionais: Américas, Ásia e Europa. O número de vagas para o major variou em cada região. Além disso, os desempenhos nos RMRs foram importantes para definir os seeds das equipes que classificaram para o Major.
O Major contou com vinte e quatro equipes. As sete melhores equipes do RMR Europeu e a melhor equipe do RMR Americano eram as Lendas, de acordo com o número de equipes de cada região que avançaram para os playoffs de Antuérpia 2022. As dezesseis equipes restantes foram divididas em "Desafiadoras" e "Contendoras" de acordo com as suas colocações nos RMRs.
O Major foi dividido em três etapas. A primeira fase foi a Fase dos Desafiadores, com todos os Desafiadores e Contendores em um torneio de sistema suíço: as oito melhores equipes avançaram para a próxima fase e as oito últimas equipes foram eliminadas. Os confrontos da primeira rodada da Fase dos Desafiadores foram definidos pelas posições de cada equipe nos RMRs. Os confrontos da primeira rodada da Fase dos Desafiadores foram definidos pelas posições de cada equipe nos torneios RMR. Os confrontos das rodadas de 2 a 5 foram definidas pelo sistema Buccholz, um sistema que analisava a dificuldade dos jogos de cada equipe com base no desempenho de seus oponentes ao longo do torneio.As partidas iniciais foram feitas em MD1 (Melhor de um), enquanto as partidas de eliminação e progressão foram feitas em MD3 (Melhor de três).
A segunda etapa foi a Fase das Lendas, uma segunda fase de grupos do sistema suíço definida da mesma forma que a fase anterior. Essa etapa contou com as oito Lendas e as oito equipes que avançaram da Fase dos Desafiadores. Assim como na Fase dos Desafiadores, a Fase das Lendas também classificou as oito melhores equipes e eliminou as oito últimas. Todas as equipes desta fase receberam convites automáticos para os RMRs do próximo Major. As partidas iniciais foram feitas em MD1 (Melhor de um), enquanto as partidas de eliminação e progressão foram feitas em MD3 (Melhor de três).
A fase final foi a Fase dos Campeões, também conhecida como Playoffs. essa etapa contou com uma chave de eliminação única de oito equipes, melhor de três

### Mapas
- Dust II
- Mirage
- Inferno
- Nuke
- Ancient
- Overpass
- Vertigo

## Equipes
O processo de qualificação para o Major ocorreu por meio de três eventos regionais (RMRs), com base nas regiões geográficas das equipes; os eventos foram realizados entre equipes da Europa, Américas e Ásia-Pacífico.
Sete equipes classificadas pelo RMR da Europa e uma equipe vinda do RMR das Américas garantiram vagas diretas para a Fase das Lendas, com base no número de times de cada região que avançaram para os Playoffs de Antuérpia 2022. Assim como no Major anterior, essas vagas foram distribuídas entre as equipes mais bem colocadas nesses torneios.
Os torneios RMR foram realizados nas seguintes cidades:
- Europa: St. Julian's, Malta: 4 a 9 de outubro
- Ásia: Melbourne, Austrália: 7 a 9 de outubro
- Américas: Estocolmo, Suécia: 5 a 9 de outubro[16]

| Região                                   | Equipe                             | Método de Qualificação                 | Status                             |
| Qualificado para a Fase das Lendas       | Qualificado para a Fase das Lendas | Qualificado para a Fase das Lendas     | Qualificado para a Fase das Lendas |
| ---------------------------------------- | ---------------------------------- | -------------------------------------- | ---------------------------------- |
| Europa                                   | FaZe Clan                          | 1.º colocado do Grupo A do RMR Europeu | Lendas                             |
| Europa                                   | Natus Vincere                      | 1.º colocado do Grupo B do RMR Europeu | Lendas                             |
| Europa                                   | Ninjas in Pyjamas                  | 2.º colocado do Grupo A do RMR Europeu | Lendas                             |
| Europa                                   | ENCE                               | 2.º colocado do Grupo B do RMR Europeu | Lendas                             |
| Europa                                   | Sprout                             | 3.º colocado do Grupo A do RMR Europeu | Lendas                             |
| Europa                                   | HEROIC                             | 3.º colocado do Grupo B do RMR Europeu | Lendas                             |
| Europa                                   | Team Spirit                        | 4.º colocado do Grupo A do RMR Europeu | Lendas                             |
| Américas                                 | Team Liquid                        | 1.º colocado do RMR Américas           | Lendas                             |
| Qualificado para a Fase dos Desafiadores |                                    |                                        |                                    |
| Europa                                   | OG                                 | 4.º colocado do Grupo B do RMR Europeu | Desafiadores                       |
| Europa                                   | Team Vitality                      | 5.º colocado do Grupo B do RMR Europeu | Desafiadores                       |
| Europa                                   | Cloud9                             | 5.º colocado do Grupo A do RMR Europeu | Desafiadores                       |
| Europa                                   | BIG                                | 6.º colocado do Grupo B do RMR Europeu | Desafiadores                       |
| Europa                                   | Bad New Eagles                     | 6.º colocado do Grupo A do RMR Europeu | Desafiadores                       |
| Europa                                   | MOUZ                               | 7.º colocado do Grupo B do RMR Europeu | Desafiadores                       |
| Europa                                   | Team GamerLegion                   | 7.º colocado do Grupo A do RMR Europeu | Contendores                        |
| Europa                                   | Outsiders                          | 8.º colocado do Grupo B do RMR Europeu | Contendores                        |
| Europa                                   | Fnatic                             | 8.º colocado do Grupo A do RMR Europeu | Contendores                        |
| Américas                                 | Evil Geniuses                      | 2.º colocado do RMR Américas           | Desafiadores                       |
| Américas                                 | 9z Team                            | 3.º colocado do RMR Américas           | Desafiadores                       |
| Américas                                 | 00 Nation                          | 4.º colocado do RMR Américas           | Contendores                        |
| Américas                                 | FURIA Esports                      | 5.º colocado do RMR Américas           | Contendores                        |
| Américas                                 | Imperial Esports                   | 6.º colocado do RMR Américas           | Contendores                        |
| Ásia-Pacífico                            | IHC Esports                        | 1.º colocado do RMR Ásia-Pacífico      | Contendores                        |
| Ásia-Pacífico                            | Grayhound Gaming                   | 2.º colocado do RMR Ásia-Pacífico      | Contendores                        |

1. ↑  Devido a sanções contra a Rússia em resposta à invasão da Ucrânia pela Rússia em 2022, Virtus.pro competiu sob um nome neutro.[17]

## Fase dos Desafiadores
A Fase dos Desafiadores ocorreu de 31 a 3 de novembro de 2022, no RIocentro. A Fase dos Desafiadores, também conhecida como Fase Preliminar e anteriormente conhecida como classificatória off-line, é um torneio de sistema suíço de dezesseis equipes. A classificação inicial foi determinada usando o desempenho de cada equipe nos RMRs.
| Pos. | Equipe           | V | D | RV  | RD  | DR  | BH | Qualificação                       |
| ---- | ---------------- | - | - | --- | --- | --- | -- | ---------------------------------- |
| 1    | MOUZ             | 3 | 0 | 73  | 49  | +24 | 1  | Qualificado para a Fase das Lendas |
| 2    | Bad News Eagles  | 3 | 0 | 64  | 30  | +34 | -2 | Qualificado para a Fase das Lendas |
| 3    | BIG              | 3 | 1 | 81  | 57  | +24 | 3  | Qualificado para a Fase das Lendas |
| 4    | Outsiders        | 3 | 1 | 70  | 55  | +15 | 2  | Qualificado para a Fase das Lendas |
| 5    | FURIA            | 3 | 1 | 83  | 61  | +22 | -3 | Qualificado para a Fase das Lendas |
| 6    | Fnatic           | 3 | 2 | 115 | 128 | -13 | 4  | Qualificado para a Fase das Lendas |
| 7    | Team Vitality    | 3 | 2 | 111 | 100 | +11 | -5 | Qualificado para a Fase das Lendas |
| 8    | Cloud9           | 3 | 2 | 139 | 114 | +25 | -7 | Qualificado para a Fase das Lendas |
| 9    | Team GamerLegion | 2 | 3 | 94  | 112 | -18 | 6  | Eliminado                          |
| 10   | OG               | 2 | 3 | 118 | 106 | +12 | 0  | Eliminado                          |
| 11   | 9z Team          | 2 | 3 | 85  | 111 | -26 | -3 | Eliminado                          |
| 12   | Grayhound Gaming | 1 | 3 | 48  | 81  | -33 | 3  | Eliminado                          |
| 13   | Evil Geniuses    | 1 | 3 | 59  | 76  | -17 | 1  | Eliminado                          |
| 14   | IHC Esports      | 1 | 3 | 98  | 112 | -14 | -4 | Eliminado                          |
| 15   | 00 Nation        | 0 | 3 | 57  | 84  | -27 | 3  | Eliminado                          |
| 16   | Imperial Esports | 0 | 3 | 54  | 73  | -19 | 1  | Eliminado                          |

### Primeiro Dia

#### 1ª Rodada
O primeiro dia do Major contou com as 1ª e 2ª rodadas, todas disputadas em partidas no formato MD1 (Melhor de um). A partida de abertura ocorreu às 11 horas da manhã, entre a equipe sul-americana 9z Team e a europeia GamerLegion. Com uma vitória tranquila por 16-6 no mapa Inferno, os europeus avançaram para a chave superior.
No segundo jogo do dia, a MOUZ venceu a Outsiders também por 16-6. Já no terceiro jogo, a 00 Nation, uma das equipes locais, enfrentou os kosovares da Bad News Eagles. O elenco brasileiro contava com os bicampeões mundiais Marcelo "coldzera" David e Epitácio "TACO" de Melo. Antes mesmo do fim da partida anterior, a 00 Nation foi recebida com festa na arena, ao som dos gritos de "O campeão chegou". Na Vertigo, os brasileiros foram atropelados por 16-3. 
No quarto jogo, a OG superou a equipe australiana Grayhound.
Chegava a vez da FURIA entrar em ação. A pantera enfrentou a BIG, equipe alemã desfalcada pela ausência de Josef "faveN" Baumann, que não pôde jogar por problemas de saúde. No seu lugar, entrou Elias "s1n" Stein, jogador da BIG Academy.
Jogando mais uma Vertigo, a FURIA dominou o primeiro tempo, fechando a metade inicial com uma vantagem confortável de 12-3. A situação ficou ainda mais favorável para os brasileiros quando Kaike "KSCERATO" Cerato protagonizou um clutch espetacular, vencendo um round contra três adversários no início da segunda etapa. 
No entanto, a BIG cresceu no jogo, virando a partida e empatando em 15-15, o que levou a partida para a prorrogação. No overtime, os alemães concretizaram a virada e venceram por 19-16.
No quinto jogo do dia, a equipe norte-americana Evil Geniuses venceu a IHC por 16-9. Para encerrar a participação brasileira na primeira rodada, a Imperial, liderada por Gabriel "FalleN" Toledo, entrou na arena para enfrentar a Team Vitality, comandada por Mathieu "ZywOo" Herbaut.
Na primeira metade do mapa Inferno, os europeus, jogando de CT, dominaram a partida e abriram uma vantagem confortável de 13-2. No segundo tempo, a Vitality venceu o round pistol, reduzindo ainda mais as chances de recuperação brasileira. No entanto, a Imperial emplacou uma sequência de bons rounds e chegou a reduzir a diferença para 14-9.
Foi então que ZywOo protagonizou um clutch inacreditável, segurando sozinho o bomb B contra três jogadores brasileiros. Esse momento virou a partida a favor da Vitality, que aproveitou a desestabilização da Imperial para fechar o jogo em 16-9.
No último jogo da rodada, os russos da Cloud9 enfrentaram a europeia Fnatic. A partida foi acirrada e o vencedor só foi decidido na prorrogação após uma boa sequência de rounds da Fnatic atuando de CT.
| Partidas da 1ª rodada       | Partidas da 1ª rodada | Partidas da 1ª rodada | Partidas da 1ª rodada | Partidas da 1ª rodada |
| Equipe                      | Pontuação             | Mapa                  | Pontuação             | Equipe                |
| --------------------------- | --------------------- | --------------------- | --------------------- | --------------------- |
| 9z Team                     | 6                     | Inferno               | 16                    | Team GamerLegion      |
| Mouz                        | 16                    | Inferno               | 6                     | Outsiders             |
| Bad News Eagles             | 16                    | Vertigo               | 3                     | 00 Nation             |
| OG                          | 16                    | Inferno               | 5                     | Grayhound Gaming      |
| Berlin International Gaming | 19                    | Vertigo               | 16                    | Furia Esports         |
| Evil Geniuses               | 16                    | Nuke                  | 9                     | IHC Esports           |
| Team Vitality               | 16                    | Inferno               | 9                     | Imperial Esports      |
| Cloud9                      | 17                    | Inferno               | 19                    | Fnatic                |

| Partidas da 2ª rodada       | Partidas da 2ª rodada | Partidas da 2ª rodada | Partidas da 2ª rodada | Partidas da 2ª rodada |
| Equipe                      | Pontuação             | Mapa                  | Pontuação             | Equipe                |
| Divisão superior            | Divisão superior      | Divisão superior      | Divisão superior      | Divisão superior      |
| --------------------------- | --------------------- | --------------------- | --------------------- | --------------------- |
| Evil Geniuses               | 10                    | Mirage                | 16                    | Mouz                  |
| Berlin International Gaming | 11                    | Dust II               | 16                    | Bad News Eagles       |
| Team Vitality               | 10                    | Vertigo               | 16                    | Team GamerLegion      |
| OG                          | 13                    | Mirage                | 16                    | Fnatic                |
| Divisão inferior            |                       |                       |                       |                       |
| Outsiders                   | 16                    | Overpass              | 12                    | IHC Esports           |
| 00 Nation                   | 6                     | Mirage                | 16                    | Furia Esports         |
| 9z Team                     | 16                    | Mirage                | 11                    | Imperial Esports      |
| Cloud9                      | 17                    | Dust II               | 19                    | Grayhound Gaming      |

| Partidas da 3ª rodada       | Partidas da 3ª rodada | Partidas da 3ª rodada | Partidas da 3ª rodada | Partidas da 3ª rodada |
| Equipe                      | Pontuação             | Mapa                  | Pontuação             | Equipe                |
| Divisão superior            | Divisão superior      | Divisão superior      | Divisão superior      | Divisão superior      |
| --------------------------- | --------------------- | --------------------- | --------------------- | --------------------- |
| Mouz                        | 2                     | Melhor de três        | 1                     | Fnatic                |
| Team GamerLegion            | 0                     | Melhor de três        | 2                     | Bad News Eagles       |
| Divisão meio                |                       |                       |                       |                       |
| Evil Geniuses               | 17                    | Nuke                  | 19                    | 9z Team               |
| Team Vitality               | 12                    | Overpass              | 16                    | Outsiders             |
| Berlin International Gaming | 16                    | Dust II               | 6                     | Grayhound Gaming      |
| OG                          | 16                    | Overpass              | 19                    | Furia Esports         |
| Divisão inferior            |                       |                       |                       |                       |
| 00 Nation                   | 1                     | Melhor de três        | 2                     | IHC Esports           |
| Cloud9                      | 2                     | Melhor de três        | 0                     | Imperial Esports      |

| Partidas da 4ª rodada       | Partidas da 4ª rodada | Partidas da 4ª rodada | Partidas da 4ª rodada | Partidas da 4ª rodada |
| Equipe                      | Pontuação             | Mapa                  | Pontuação             | Equipe                |
| Divisão superior            | Divisão superior      | Divisão superior      | Divisão superior      | Divisão superior      |
| --------------------------- | --------------------- | --------------------- | --------------------- | --------------------- |
| Berlin International Gaming | 2                     | Melhor de três        | 0                     | 9z Team               |
| Outsiders                   | 2                     | Melhor de três        | 0                     | Fnatic                |
| Team GamerLegion            | 0                     | Melhor de três        | 2                     | Furia Esports         |
| Divisão inferior            |                       |                       |                       |                       |
| OG                          | 2                     | Melhor de três        | 0                     | IHC Esports           |
| Team Vitality               | 2                     | Melhor de três        | 0                     | Grayhound Gaming      |
| Evil Geniuses               | 0                     | Melhor de três        | 2                     | Cloud9                |

| Partidas da 5ª rodada | Partidas da 5ª rodada | Partidas da 5ª rodada | Partidas da 5ª rodada | Partidas da 5ª rodada |
| Equipe                | Pontuação             | Mapa                  | Pontuação             | Equipe                |
| --------------------- | --------------------- | --------------------- | --------------------- | --------------------- |
| OG                    | 1                     | Melhor de três        | 2                     | Team Vitality         |
| Team GamerLegion      | 0                     | Melhor de três        | 2                     | Cloud9                |
| Fnatic                | 2                     | Melhor de três        | 0                     | 9z Team               |

## Fase das Lendas
A Fase das Lendas, anteriormente conhecida como Fase de Grupos, usou o mesmo formato da Fase dos Desafiadores. Essa etapa foi realizada de 5 a 8 de Novembro de 2022, no Riocentro.
| Pos. | Equipe            | V | D | RV  | RD  | DR  | BH | Qualificação                         |
| ---- | ----------------- | - | - | --- | --- | --- | -- | ------------------------------------ |
| 1    | Cloud9            | 3 | 0 | 64  | 46  | +18 | 0  | Qualificado para a Fase dos Campeões |
| 2    | FURIA             | 3 | 0 | 64  | 34  | +30 | -1 | Qualificado para a Fase dos Campeões |
| 3    | Heroic            | 3 | 1 | 87  | 78  | +9  | 6  | Qualificado para a Fase dos Campeões |
| 4    | Outsiders         | 3 | 1 | 73  | 62  | +11 | 1  | Qualificado para a Fase dos Campeões |
| 5    | Fnatic            | 3 | 1 | 66  | 57  | +9  | -3 | Qualificado para a Fase dos Campeões |
| 6    | Team Spirit       | 3 | 2 | 119 | 93  | +23 | 0  | Qualificado para a Fase dos Campeões |
| 7    | Natus Vincere     | 3 | 2 | 117 | 88  | +29 | -3 | Qualificado para a Fase dos Campeões |
| 8    | MOUZ              | 3 | 2 | 102 | 97  | +5  | -3 | Qualificado para a Fase dos Campeões |
| 9    | BIG               | 2 | 3 | 91  | 114 | -23 | 5  | Eliminado                            |
| 10   | Team Liquid       | 2 | 3 | 108 | 116 | -8  | 3  | Eliminado                            |
| 11   | ENCE              | 2 | 3 | 94  | 106 | -12 | 2  | Eliminado                            |
| 12   | Bad News Eagles   | 1 | 3 | 76  | 116 | -40 | -2 | Eliminado                            |
| 13   | Team Vitality     | 1 | 3 | 81  | 85  | -4  | -2 | Eliminado                            |
| 14   | Sprout            | 1 | 3 | 65  | 89  | -24 | -4 | Eliminado                            |
| 15   | Ninjas in Pyjamas | 0 | 3 | 50  | 64  | -14 | 2  | Eliminado                            |
| 16   | FaZe Clan         | 0 | 3 | 72  | 81  | -9  | -1 | Eliminado                            |

| Partidas da 1ª rodada | Partidas da 1ª rodada | Partidas da 1ª rodada | Partidas da 1ª rodada | Partidas da 1ª rodada       |
| Equipe                | Pontuação             | Mapa                  | Pontuação             | Equipe                      |
| --------------------- | --------------------- | --------------------- | --------------------- | --------------------------- |
| Team Liquid           | 2                     | Inferno               | 16                    | Mouz                        |
| Team Spirit           | 16                    | Ancient               | 8                     | Bad News Eagles             |
| FaZe Clan             | 14                    | Overpass              | 16                    | Cloud9                      |
| Sprout                | 11                    | Vertigo               | 16                    | Berlin International Gaming |
| Natus Vincere         | 25                    | Mirage                | 21                    | Team Vitality               |
| Heroic                | 16                    | Overpass              | 9                     | Outsiders                   |
| Ence                  | 6                     | Vertigo               | 16                    | Furia Esports               |
| Ninjas in Pyjamas     | 13                    | Inferno               | 16                    | Fnatic                      |

| Partidas da 2ª rodada | Partidas da 2ª rodada | Partidas da 2ª rodada | Partidas da 2ª rodada | Partidas da 2ª rodada       |
| Equipe                | Pontuação             | Mapa                  | Pontuação             | Equipe                      |
| Divisão superior      | Divisão superior      | Divisão superior      | Divisão superior      | Divisão superior            |
| --------------------- | --------------------- | --------------------- | --------------------- | --------------------------- |
| Mouz                  | 7                     | Mirage                | 16                    | Berlin International Gaming |
| Natus Vincere         | 14                    | Mirage                | 16                    | Cloud9                      |
| Team Spirit           | 13                    | Mirage                | 16                    | Furia Esports               |
| Heroic                | 16                    | Mirage                | 2                     | Fnatic                      |
| Divisão inferior      |                       |                       |                       |                             |
| Sprout                | 5                     | Inferno               | 16                    | Team Liquid                 |
| FaZe Clan             | 6                     | Inferno               | 16                    | Team Vitality               |
| Ence                  | 16                    | Ancient               | 7                     | Bad News Eagles             |
| Ninjas in Pyjamas     | 12                    | Mirage                | 16                    | Outsiders                   |

| Partidas da 3ª rodada | Partidas da 3ª rodada | Partidas da 3ª rodada | Partidas da 3ª rodada | Partidas da 3ª rodada       |
| Equipe                | Pontuação             | Mapa                  | Pontuação             | Equipe                      |
| Divisão superior      | Divisão superior      | Divisão superior      | Divisão superior      | Divisão superior            |
| --------------------- | --------------------- | --------------------- | --------------------- | --------------------------- |
| Heroic                | 0                     | Melhor de três        | 2                     | Cloud9                      |
| Furia Esports         | 2                     | Melhor de três        | 0                     | Berlin International Gaming |
| Divisão meio          |                       |                       |                       |                             |
| Natus Vincere         | 14                    | Ancient               | 16                    | Team Liquid                 |
| Mouz                  | 19                    | Mirage                | 17                    | Team Vitality               |
| Team Spirit           | 14                    | Dust II               | 16                    | Outsiders                   |
| Ence                  | 7                     | Nuke                  | 16                    | Fnatic                      |
| Divisão inferior      |                       |                       |                       |                             |
| FaZe Clan             | 1                     | Melhor de três        | 2                     | Bad News Eagles             |
| Sprout                | 2                     | Melhor de três        | 0                     | Ninjas in Pyjamas           |

| Partidas da 4ª rodada       | Partidas da 4ª rodada | Partidas da 4ª rodada | Partidas da 4ª rodada | Partidas da 4ª rodada |
| Equipe                      | Pontuação             | Mapa                  | Pontuação             | Equipe                |
| Divisão superior            | Divisão superior      | Divisão superior      | Divisão superior      | Divisão superior      |
| --------------------------- | --------------------- | --------------------- | --------------------- | --------------------- |
| Mouz                        | 0                     | Melhor de três        | 2                     | Outsiders             |
| Berlin International Gaming | 0                     | Melhor de três        | 2                     | Fnatic                |
| Heroic                      | 2                     | Melhor de três        | 1                     | Team Liquid           |
| Divisão inferior            |                       |                       |                       |                       |
| Natus Vincere               | 2                     | Melhor de três        | 0                     | Bad News Eagles       |
| Ence                        | 2                     | Melhor de três        | 0                     | Team Vitality         |
| Team Spirit                 | 2                     | Melhor de três        | 0                     | Sprout                |

| Partidas da 5ª rodada       | Partidas da 5ª rodada | Partidas da 5ª rodada | Partidas da 5ª rodada | Partidas da 5ª rodada |
| Equipe                      | Pontuação             | Mapa                  | Pontuação             | Equipe                |
| --------------------------- | --------------------- | --------------------- | --------------------- | --------------------- |
| Mouz                        | 2                     | Melhor de três        | 1                     | Ence                  |
| Berlin International Gaming | 0                     | Melhor de três        | 2                     | Natus Vincere         |
| Team Liquid                 | 1                     | Melhor de três        | 2                     | Team Spirit           |

## Fase dos Campeões
A Fase dos Campeões, também conhecida como Playoffs, foi um torneio de eliminação simples, melhor de três partidas, com as equipes jogando até que um vencedor fosse decidido. Esta fase ocorreu na Jeunesse Arena entre 10 e 13 de Novembro de 2022. As equipes foram classificadas inicialmente com base em seu desempenho na Fase das Lendas e, em seguida, com base na dificuldade dos seus jogos, definida pelo sistema buccholz.

### Esquema
|  | Quartas de final | Quartas de final | Quartas de final | Quartas de final | Quartas de final | Quartas de final |   |           | Semifinais | Semifinais | Semifinais | Semifinais | Semifinais | Semifinais |  |  | Final     | Final     | Final | Final | Final | Final |
|  |                  |                  |                  |                  |                  |                  |   |           |            |            |            |            |            |            |  |  |           |           |       |       |       |       |
|  | 1                | Cloud9           | 16               | 13               | 9                | 1                |   |           |            |            |            |            |            |            |  |  |           |           |       |       |       |       |
|  | 8                | MOUZ             | 11               | 16               | 16               | 2                |   |           |            |            |            |            |            |            |  |  |           |           |       |       |       |       |
|  | 8                | MOUZ             | 11               | 16               | 16               | 2                |   | MOUZ      | MOUZ       | 10         | 16         | 7          | 1          |            |  |  |           |           |       |       |       |       |
|  |                  |                  |                  |                  |                  |                  |   | MOUZ      | MOUZ       | 10         | 16         | 7          | 1          |            |  |  |           |           |       |       |       |       |
|  |                  | Outsiders        | Outsiders        | 16               | 14               | 16               | 2 |           |            |            |            |            |            |            |  |  |           |           |       |       |       |       |
|  | 4                | Outsiders        | Outsiders        | 16               | 14               | 16               | 2 | Outsiders | 16         | 16         | –          | 2          |            |            |  |  |           |           |       |       |       |       |
|  | 4                |                  |                  |                  |                  |                  |   | Outsiders | 16         | 16         | –          | 2          |            |            |  |  |           |           |       |       |       |       |
|  | 5                | Fnatic           | 11               | 8                | –                | 0                |   |           |            |            |            |            |            |            |  |  |           |           |       |       |       |       |
|  |                  |                  |                  |                  |                  |                  |   |           |            |            |            |            |            |            |  |  | Outsiders | Outsiders | 16    | 16    | –     | 2     |
|  |                  |                  | HEROIC           | HEROIC           | 12               | 5                | – | 0         |            |            |            |            |            |            |  |  |           |           |       |       |       |       |
|  | 3                | HEROIC           | 16               | 16               | –                | 2                |   |           |            |            |            |            |            |            |  |  |           |           |       |       |       |       |
|  | 6                | Team Spirit      | 8                | 14               | –                | 0                |   |           |            |            |            |            |            |            |  |  |           |           |       |       |       |       |
|  | 6                | Team Spirit      | 8                | 14               | –                | 0                |   | HEROIC    | HEROIC     | 6          | 19         | 16         | 2          |            |  |  |           |           |       |       |       |       |
|  |                  |                  |                  |                  |                  |                  |   | HEROIC    | HEROIC     | 6          | 19         | 16         | 2          |            |  |  |           |           |       |       |       |       |
|  |                  | FURIA            | FURIA            | 16               | 17               | 5                | 1 |           |            |            |            |            |            |            |  |  |           |           |       |       |       |       |
|  | 2                | FURIA            | FURIA            | 16               | 17               | 5                | 1 | FURIA     | 14         | 16         | 16         | 2          |            |            |  |  |           |           |       |       |       |       |
|  | 2                |                  |                  |                  |                  |                  |   | FURIA     | 14         | 16         | 16         | 2          |            |            |  |  |           |           |       |       |       |       |
|  | 7                | Natus Vincere    | 16               | 10               | 10               | 1                |   |           |            |            |            |            |            |            |  |  |           |           |       |       |       |       |